# Carlota Pereda
Carlota Pereda  (Madrid, 12 de enero de 1975) es una directora, realizadora y guionista española. Su cortometraje Cerdita ganó el Premio Goya a mejor cortometraje en 2019.En 2022 dirigió un largometraje con el mismo nombre, Cerdita.  

## Formación
Estudió cine en la Escuela de Cinematografía y del Audiovisual de la Comunidad de Madrid (ECAM).

## Carrera
Carlota Pereda ha desarrollado su carrera audiovisual en trabajos de ficción para televisión. Ha trabajado como guionista en la serie Periodistas, como realizadora en las series Los hombres de Paco', Águila roja, Luna, el misterio de Calenda y como directora en  El secreto de Puente Viejo, Lex, Lalola y Acacias 38. 
Su primer cortometraje, Las Rubias, fue seleccionado en 140 festivales nacionales e internacionales.  Fue premiado en la Semana del cine de Medina del Campo, en Certamen Internacional de Cortometrajes Ciudad de Soria y en los Premios Fugaz, entre otros.
Su segundo cortometraje como directora, Cerdita le valió el Premio Goya a mejor cortometraje de ficción en 2019. Está protagonizado por Laura Galán, y contó con varias selecciones en festivales de guion como Oaxaca FilmFest, Austin Film Festival, Lusca Fantastic Film Fest, Shriekfest, Genre Blast, Austin Revolution Film Festival o WeScreenplay, entre otros. Gracias a la cantidad de premios, Cerdita se convirtió en largometraje con apoyo del proyecto Pop Up Film Residency. Dicha película obtuvo 3 nominaciones y un premio como Actriz revelación en la 78.ª edición de las Medallas del Círculo de Escritores Cinematográficos.

## Filmografía
- Las Rubias (cortometraje)  (2016)

- Cerdita (cortometraje) (2018)

- Cerdita (2022)

- La ermita (2023)